# Urticária aquagênica
Urticária aquagênica é um tipo extremamente raro de urticária, sendo algumas vezes descrita como uma alergia. Embora o nome indique uma alergia a água, não se trata de uma reação alérgica com liberação de histamina, como outras formas de urticária. Na realidade, é uma hipersensibilidade a íons encontrados em água não-destilada. Nas pessoas susceptíveis, contacto com a água provoca urticária em 15 minutos, podendo este efeito demorar até 2 horas para desaparecer.

## Ligações Externas
- Diagnóstico e Tratamento da Urticária
- Artigo de Demartologia do About.com (em inglês)
- A jovem que tem alergia a água